# Agnetina kryzhanovskii
Agnetina kryzhanovskii és una espècie d'insecte pertanyent a la família dels pèrlids que es troba a la Xina: Yunnan.